# Ужасный ребёнок
«Ужасный ребёнок» (англ. That Awful Baby) — английский короткометражный художественный фильм, поставленный режиссёром Альфом Коллинзом на студии британского подразделения французской кинокомпании Gaumont. Выпущен в прокат в мае 1905-го года. Не сохранился.

## Сюжет
Молодой человек перед витриной магазина замечает женщину с ребёнком на руках. Она качается от слабости и готова выронить ребёнка. Он берет ребёнка, а женщина, смеясь, убегает. Молодой человек кладет ребёнка перед витриной, но полицейский заставляет взять его обратно.
Он пытается оставить ребёнка на пороге лавки мясника, в экипаже, в поезде, но всё напрасно. Молодой человек решает бросить его в пруд, но как только ребёнок дотронулся до воды, он отпрыгнул прямо в руки несчастного молодого человека.
Далее молодой человек кладет ребёнка в бочку с порохом и зажигает фитиль. Взрыв. Ребёнок исчез. Появляется мать. Вдвоем они ловят ребёнка на растянутое одеяло.

## Художественные особенности
Жорж Садуль назвал фильм «безумной и жестокой комедией».

## В ролях
Имена актёров неизвестны.